# Веселова, Прасковья Ивановна
Прасковья Ивановна Веселова (1907—1989) — советский передовик сельского хозяйства. Герой Социалистического Труда (1949).

## Биография
Родилась 8 ноября 1907 года в деревне Ивакино (ныне — Костромского района Костромской области) в крестьянской семье.
Окончив два класса деревенской школы, П. И. Веселова поступила работать телятницей на ферму племенного совхоза «Караваево» Костромского района.
В 1938 году местными специалистами под руководством зоотехника совхоза «Караваево» С. И. Штеймана была выведена новая порода крупного рогатого скота, отличающаяся особо высокими надоями и известная сейчас как Костромская. Племсовхоз «Караваево» стал давать рекордные удои молока; достижения стали известны не только на весь Советский Союз, но и за границей.
Перед животноводами совхоза «Караваево», в том числе и перед П. И. Веселовой, была поставлена задача: добиться от каждой коровы самого высокого удоя, который она может дать. В период Великой Отечественной война эта задача продолжала выполняться, не взирая на трудности военного времени.
В 1948 году по итогам работы года П. И. Веселовой было получено от 40 голов молодняка старше 6-месячного возраста по 938 граммов суточного привеса в среднем на одну голову.
12 июля 1949 года Указом Президиума Верховного Совета СССР «за получение высокой продуктивности животноводства в 1948 году» Прасковья Ивановна Веселова была удостоена звания Героя Социалистического Труда с вручением Ордена Ленина и золотой медали «Серп и Молот».
Работала в совхозе до выхода на пенсию. Скончалась 20 апреля 1989 года и похоронена в селе Поддубное Костромского района.

## Награды
- Медаль «Серп и Молот» (12.07.1949)
- Орден Ленина (12.07.1949)